# مارچلو دیومدی
مارچلو دیومدی (انگلیسی: Marcello Diomedi؛ ۱ دسامبر ۱۹۴۲ – ۲۵ سپتامبر ۲۰۲۱ (aged 78)) بازیکن فوتبال اهل ایتالیا بود.
از باشگاه‌هایی که در آن بازی کرده‌است می‌توان به باشگاه ورزشی لاتزیو، باشگاه فوتبال ترنانا، باشگاه فوتبال فیورنتینا، و باشگاه فوتبال باری اشاره کرد.